# Fitohemija
Fitohemija se bavi izučavanjem jedinjenja izvedenih iz biljki, i.e. fitohemikalija. Ova oblast istraživanja nastoji da opiše strukture velikog broja sekundarnih metaboličkih jedinjenja prisutnih u biljkama, funkcije tih jedinjenja u ljudskoj i biljnoj biologiji, i biosintezu tih jedinjenja. Biljke sintetišu fitohemikalije iz mnoštva razloga, uključujući sopstvenu zaštitu protiv napada insekata i od biljnih bolesti. Fitohemikalije u prehrambenim biljkama su često aktivne u ljudskoj biologiji, i u mnogim slučajevima su zdravstveno korisne. U biljkama je prisutno mnoštvo različitih tipova jedinjenja. Četiri najvažnije biohemijske klase su alkaloidi, glikozidi, polifenoli, i terpeni.
Fitohemija se može smatrati potpoljem botanike ili hemije. Aktivnosti se mogu sprovoditi u botaničkim baštama ili u divljini uz pomoć etnobotanike. Ova disciplina nalazi primenu u farmakognoziji, ili otkrivanju novih lekova, a koristi se i u raznim studijama biljne fiziologije.

## Literatura
- Dwivedi, Girish; Dwivedi Shridhar (2007). „History of Medicine: Sushruta – the Clinician – Teacher par Excellence” (PDF). Indian J Chest Dis Allied Sc. 49: 243—244. Архивирано из оригинала (PDF) 10. 10. 2008. г. Приступљено 09. 04. 2018.